# Cittadinanza rumena

Stemma della Romania

La cittadinanza rumena (Legea cetățeniei române) indirizza specifici diritti, doveri, privilegi e benefici tra la Romania e l'individuo.  La legge sulla nazionalità rumena si basa sullo jus sanguinis ("diritto di sangue").  L'attuale politica di cittadinanza in Romania è conforme alla legge sulla cittadinanza rumena, che è stata adottata dal parlamento rumeno il 6 marzo 1991 e dalla costituzione della Romania, adottata il 21 novembre 1991.

## Antefatti
La Romania fu sotto la guida comunista tra il 1947 e il 1989. Durante le prime fasi del comunismo, il principio di Jus Sanguinis fu enfatizzato e fu richiesto a tutti i cittadini rumeni un forte senso di nazionalismo.  L'immigrazione internazionale era rigorosamente controllata dal regime e la popolazione era sotto stretta osservazione.  La legge del 1971 sulla cittadinanza rumena confermò questi principi ed espresse la superiorità della cittadinanza rumena. La legge n. 24 sulla cittadinanza rumena del dicembre 1971 stabiliva che i discendenti di una donna rumena ricevessero automaticamente la cittadinanza rumena, indipendentemente dalla cittadinanza del padre.  L'articolo 5 della legge recita: Come espressione del rapporto tra genitori e figli, della continuità ininterrotta della patria delle generazioni precedenti che combattevano per la libertà sociale e nazionale, bambini nati da genitori rumeni sul territorio della Repubblica socialista della Romania sono cittadini rumeni.  La legge stabilisce inoltre che il solo presidente della repubblica, in quanto rappresentante del potere esecutivo potrebbe concedere o ritirare la cittadinanza rumena.
Le crisi economiche e sociopolitiche degli anni '80 comportarono un cambiamento nella comprensione dell'omogeneità rumena.  Il conflitto tra le nazioni ungheresi e rumene e la confusione tra cittadinanza e identità nazionale portarono a molte domande sui confini della nazione e sui diritti delle minoranze ungheresi che vivono in Romania.  Dopo la caduta del comunismo nell'Europa dell'Est nel 1989, le leggi sulla cittadinanza in Romania furono riformulate nella costituzione appena formata.  Le interazioni tra le politiche di cittadinanza dei vari paesi dell'Europa orientale hanno portato a nuove discussioni sulla doppia cittadinanza, che era stata tradizionalmente vietata ai cittadini rumeni.

## Fondamento della legge attuale
La legge sulla nazionalità rumena si fonda sulla politica sociale dello jus sanguinis secondo cui la nazionalità o la cittadinanza non è determinata dal luogo di nascita, ma dalla cittadinanza del proprio antenato.  Si contrasta con lo jus soli ("diritto di suolo"), in cui la cittadinanza è determinata dal luogo di nascita.
Per quanto riguarda i trovatelli, la legge sulla cittadinanza rumena contiene un elemento di jus soli. I trovatelli che si trovano in Romania sono considerati cittadini rumeni fino a prova contraria.

## La legge
Dall'articolo 5, Legge 21: I bambini nati da cittadini rumeni sul territorio rumeno sono cittadini rumeni.  Inoltre, sono cittadini rumeni coloro che:
- sono nati in territorio rumeno, anche se solo uno dei genitori è cittadino rumeno;
- sono nati all'estero con almeno un genitore avente la cittadinanza rumena.

La cittadinanza rumena può essere acquisita dopo quattro anni di residenza nel paese, pur dimostrando una conoscenza pratica della lingua rumena e della conoscenza della cultura rumena.

## Acquisizione della cittadinanza rumena
La cittadinanza in Romania può essere acquisita con quattro metodi: nascita, adozione, rimpatrio e richiesta.
- Nascita: Tutti i bambini nati da cittadini rumeni acquisiscono la cittadinanza alla nascita. Il bambino potrebbe essere nato in territorio rumeno o all'estero e solo un genitore deve essere cittadino rumeno. Inoltre, ogni bambino trovato sul territorio rumeno ha la cittadinanza se nessuno dei due genitori è conosciuto.[4]
- Adozione: La cittadinanza è garantita a tutti i minori legalmente adottati dai cittadini rumeni. Se solo un genitore adottivo è un cittadino rumeno, il minore ha ancora diritto alla cittadinanza rumena e la decisione viene presa dai genitori adottivi. Se non sono in grado di raggiungere un accordo reciproco, la decisione spetterà al tribunale qualificato. Se il bambino ha 14 anni o più, è necessario il loro consenso.[4]
- Rimpatrio: Chiunque abbia perso la cittadinanza rumena può riacquistare la cittadinanza, se lo desidera.[4] Inoltre, ogni bambino o nipote di qualcuno che ha perso la cittadinanza ha diritto al rimpatrio.[5]
- Acquisizione per richiesta: La cittadinanza può essere concessa a cittadini stranieri o a persone senza cittadinanza che si qualificano per inclusione di una delle seguenti tre categorie:
- Nati in Romania e attualmente ivi residenti;
- Residenti in Romania per almeno otto anni;
- Residenti in Romania e sposati con un cittadino rumeno da almeno cinque anni.

I richiedenti devono avere 18 anni di età e possedere una buona comprensione della lingua e della cultura rumena.
Ci sono un certo numero di qualificatori che possono consentire di rimuovere fino alla metà dei requisiti di tempo per ottenere la cittadinanza rumena, questi includono:
- il richiedente è una personalità riconosciuta a livello internazionale
- il richiedente è un cittadino di uno stato membro dell'Unione Europea
- il richiedente ha ottenuto lo status di rifugiato
- il richiedente ha investito in Romania somme superiori a 1 milione di euro.

### Conseguenze della naturalizzazione e ripristino della nazionalità rumena
L'articolo 10 della legge stabilisce che la cittadinanza romena può essere concessa alla persona che ha perso la cittadinanza e ne chiede il ripristino, mantenendo la propria cittadinanza straniera.
Alcuni paesi non consentono la cittadinanza multipla o, nel caso in cui lo autorizzano, provvedono alla perdita automatica della loro cittadinanza al momento di ottenere la cittadinanza di un altro paese attraverso una decisione volontaria (libera scelta). Lo stato rumeno non può garantire che il cittadino straniero mantenga la sua cittadinanza straniera quando ripristina la sua nazionalità rumena. Tutti i cittadini olandesi che hanno ripristinato la cittadinanza rumena prima del 1 aprile 2003, hanno perso la loro cittadinanza olandese. Tutti i cittadini olandesi che hanno ripristinato la cittadinanza rumena dopo il 1 aprile 2003 e non soddisfano una delle tre eccezioni dalla perdita automatica della cittadinanza hanno perso la nazionalità olandese. Tutti i cittadini belgi adulti che hanno ripristinato la cittadinanza rumena prima del 9 giugno 2007 hanno perso la cittadinanza belga.
Lo stesso vale per coloro che vengono naturalizzati come cittadini rumeni
Ciò non costituisce una colpa dello stato rumeno, poiché "secondo la Costituzione rumena e l'articolo 1, paragrafo 3, la legge n. 21/1991 con le successive modifiche e integrazioni, ripubblicate, i cittadini della Romania godono della protezione del Stato rumeno: tali disposizioni non menzionano alcun obbligo dello Stato rumeno nei confronti degli ex e / o futuri cittadini rumeni ".
L'implementazione della doppia cittadinanza ha portato a molte critiche negli anni seguenti. La politica è stata criticata per essere troppo inclusiva e troppo esclusiva. Alcuni studiosi hanno sostenuto che la politica ha tentato di sostenere il principio della costituzione rumena secondo cui "la sovranità rumena appartiene al popolo rumeno", concentrando i suoi sforzi sull'omogeneità etnica piuttosto che sulla diversità (Verdery 1996)..  Al contrario, i paesi confinanti dell'Europa dell'Est hanno affermato che la politica era uno strumento di "espansione strisciante" ed è rimasta scettica nei confronti dei motivi alla base della nuova inclusività della Romania. Mentre la politica è ancora discussa oggi, l'accettazione della Romania nell'Unione europea nel 2007 ha cambiato l'attenzione sulla discussione sulla cittadinanza in Romania e con i paesi vicini che cercano di essere accettati all'interno dell'UE, le critiche si sono ridotte all'estero.

### Cittadinanza onoraria
L'articolo 40 della legge sulla cittadinanza rumena afferma che la cittadinanza rumena intitolata "cittadinanza onoraria" può essere concessa ad alcuni stranieri per servizi speciali a favore del paese e del popolo rumeno, su proposta del governo, senza altra formalità, dal Parlamento rumeno. Le persone che acquisiscono la cittadinanza onoraria godono di tutti i diritti civili e politici che sono riconosciuti ai cittadini rumeni, ad eccezione del diritto di eleggere e di essere eletti e di esercitare un ruolo pubblico.

## Doppia cittadinanza
In conformità con la legge sulla cittadinanza rumena del 1991, i cittadini rumeni hanno attualmente il diritto di detenere la doppia cittadinanza. I cittadini rumeni che richiedono la doppia cittadinanza non sono tenuti a stabilire la propria residenza in Romania e, se accettati, hanno gli stessi diritti dei cittadini non duali. La politica rumena sulla doppia cittadinanza è irrilevante per la politica di altri Stati. Per diventare un doppio cittadino rumeno, una persona deve anche soddisfare i requisiti della doppia cittadinanza nell'altro paese.  Ci sono stati casi in cui i richiedenti hanno ripristinato con successo la loro cittadinanza rumena e, di conseguenza, hanno perso la cittadinanza di un altro paese. Lo stato rumeno non rivendica la responsabilità per la perdita della cittadinanza in un altro stato a causa della doppia cittadinanza concessa dalla Romania.

## Cittadinanza dell'Unione Europea
Essendo la Romania uno stato membro dell'Unione Europea, i cittadini romeni sono anche cittadini dell'Unione Europea secondo il diritto dell'Unione Europea e questi godono dei diritti della libera circolazione e possiedono il diritto di voto nelle elezioni per il Parlamento Europeo. In un paese extra UE in cui non esiste un'ambasciata rumena, i cittadini rumeni hanno il diritto di ottenere protezione consolare dall'ambasciata di qualsiasi altro paese dell'UE presente in quel paese. I cittadini rumeni possono vivere e lavorare in qualsiasi paese all'interno dell'UE grazie al diritto alla libera circolazione e alla residenza concesso nell'articolo 21 dei Trattati dell'Unione Europea.

## Perdita della cittadinanza romena
La cittadinanza rumena può essere persa con il suo ritiro o accettando la rinuncia alla cittadinanza rumena. Commettere gravi crimini che danneggiano lo stato rumeno o arruolarsi nell'esercito di uno stato con cui la Romania ha rotto qualsiasi rapporto diplomatico sono entrambi mezzi per il ritiro.  Un cittadino può declinare la propria cittadinanza fintanto che non viene accusato di un procedimento penale o deve una sorta di debito a qualsiasi persona fisica o giuridica dello stato.
Indipendentemente dalle azioni di un individuo, la cittadinanza rumena non può essere ritirata se acquisita per nascita.

## Libertà di circolazione dei cittadini rumeni

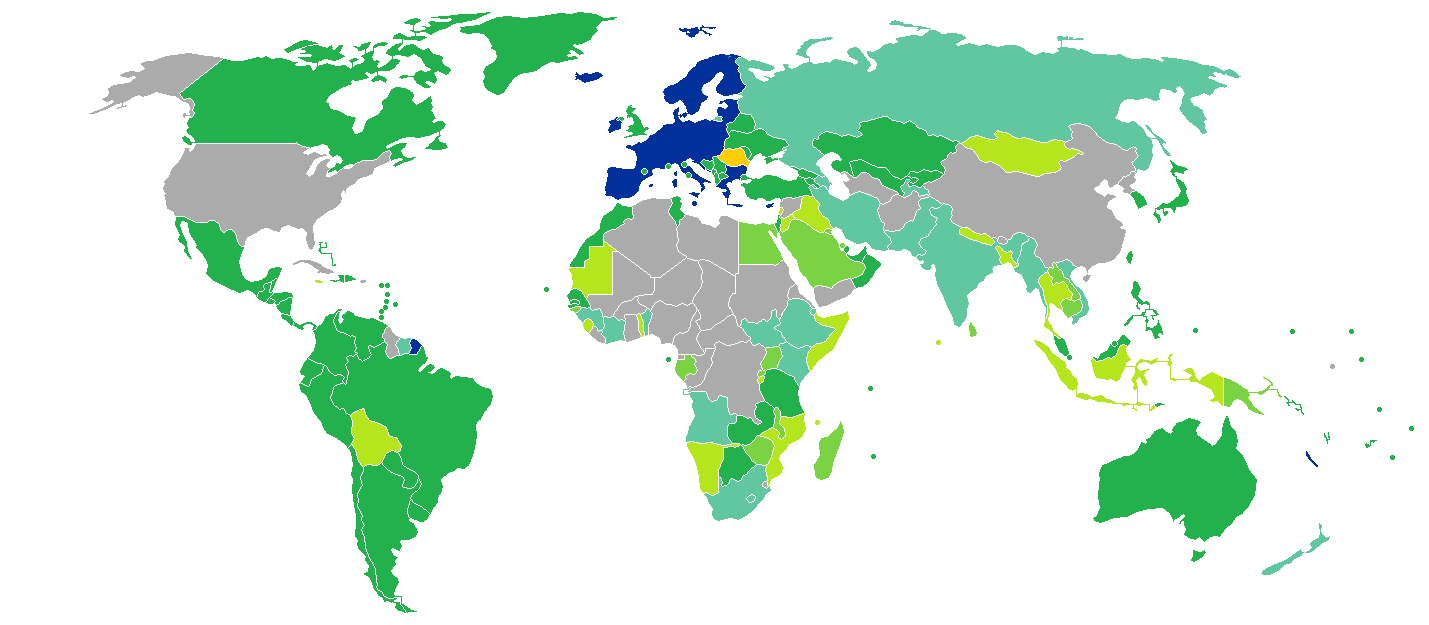
Requisiti dei visti per i cittadini rumeni

I requisiti per i visti per i cittadini rumeni sono le restrizioni amministrative di ingresso da parte delle autorità di altri Stati poste ai cittadini rumeni. Nel 2017, i cittadini rumeni hanno avuto l'accesso senza visto o visto all'arrivo in 149 paesi e territori, classificando il passaporto rumeno al 21º posto nel mondo secondo l'Indice di restrizioni dei visti
Nel 2017 la nazionalità rumena è classificata al venticinquesimo posto nell'indice di nazionalità (QNI). Questo indice differisce dall'indice delle restrizioni sui visti, che si concentra su fattori esterni inclusa la libertà di viaggio. Il QNI considera, oltre alla libertà di viaggio, anche fattori interni come la pace e la stabilità, la forza economica e lo sviluppo umano.